# Sylvia Gosse
Laura Sylvia Gosse (14. února 1881, Londýn, Anglie – 6. června 1968) Londýn, Anglie) byla britská malířka a grafička. Spolu s Walterem Sickertem vedla uměleckou školu.

## Životopis
Laura Sylvia Gosse, známá jako Sylvia, byla nejmladší ze tří dětí Ellen Gosse a anglického básníka a kritika sira Edmunda Gosse. Její dědeček byl přírodovědec Philip Henry Gosse a malíř Lawrence Alma-Tadema byl jejím strýcem. Gosse absolvovala umělecký výcvik nejprve na St. John's Wood Art School a poté na Royal Academy of Arts (1906–09).
Svým talentem zaujala v roce 1908 malíře Waltera Sickerta. Přesvědčil ji, že by se měla naučit techniku leptu. Zapsala se do Sickertových večerních kurzů, nejprve na Westminster School of Art a pokračovala na jeho soukromé umělecké škole, kterou založil v Londýně na Hampstead Road. Sylvia Gosse nakonec převzala odpovědnost za provoz této školy, která se stala známou jako Rowlandson House (alternativně Sickertova a Gosseova škola malby a leptání). Od roku 1910 působila jako spoluředitelka, dokud nebyla škola v roce 1914 uzavřena. Sylvia na škole také učila. Měla nezávislý příjem a bez její finanční podpory by škola ukončila činnost mnohem dříve.

## Kariéra
Sylvia Gosse poprvé vystavovala své práce v roce 1911 v New English Art Club (alternativa k Royal Academy of Arts – Královské akademii) a portrét jejího otce byl uveden na letní výstavě Royal Academy of Arts v roce 1912. V roce 1913 měla první samostatnou výstavu v Galerii Carfax a přibližně ve stejnou dobu se přidala k umělecké skupině The London Group. Byla také členkou Královské společnosti britských umělců. Vystavovala ještě několik desetiletí. Její kariéru ukončila v roce 1961 ztráta zraku, onemocněla šedým zákalem. Zemřela v roce 1968.
Sickertův vliv se projevuje jak v jejím stylu malby tak ve volbě témat. Malovala obrazy domácích interiérů, pouliční scény a londýnský noční život. Často pracovala podle fotografií, a jedním z jejích známějších obrazů je obraz Madrid Crowd, namalovaný podle zveřejněné zpravodajské fotografie madridského davu v roce 1931.
Její díla jsou v majetku četných britských muzeí, včetně Tate Gallery, Government Art Collection (Britské vládní umělecké sbírky), National Portrait Gallery (Národní portrétní galerie), Ashmoleova muzea, Ingram Collection of Modern British Art (Ingramovy sbírky moderního britského umění) a mnoha dalších.

## Antisemitismus
V říjnu 1945 organizovala anti-alien petici proti plánům na umístění židovských uprchlíků v londýnské čtvrti Hampstead.